# UCIワールドカレンダー
UCIワールドカレンダー(UCI World Calendar)は、2009年、2010年に開始された、自転車競技・ロードレースの年間シリーズ戦の名称。

## 経緯
2005年から実施されているUCIプロツアーは、ツール・ド・フランスなどのグランツールやクラシックレースなどの、ロードレースファン、関係者らにとって権威のあるレースばかりを集結させた画期的な年間シリーズ戦であるが、国際自転車競技連合(UCI)主導色が非常に強く、UCIとグランツール主催者との間で、運営等をめぐって深刻な対立を生むことになった。
2008年、グランツール主催者が一斉にUCIプロツアーからの離脱を決めたことから、同年における対象レースが激減したばかりか、ツール・ド・フランスなどのグランツールや、ロンド・ファン・フラーンデレンを除くモニュメントと呼ばれるクラシックレースなどが対象から外れたこともあり、シリーズ戦としては事実上有名無実化してしまった。
加えて、パリ〜ニースの開催をめぐってUCIとASOの深刻な対立が表面化。ひいてはこの一件が後々にも影響を及ぼし、ツール・ド・フランスの休息日にあたる同年の7月15日に、水面下でUCIプロツアーに代わる新シリーズ戦制定を画策していたグランツール主催者と、17のUCIプロチームが、翌2009年シーズンのUCIプロチームライセンスを更新しないことで合意したことから、UCIプロツアーという制度そのものが崩壊の危機に立たされた。
この危機に対し、UCI会長であるパット・マッケイドは、国際オリンピック委員会 (IOC) 会長であるジャック・ロゲや、ツール・ド・フランスの運営責任者を務めたことがある同委員のジャン＝クロード・キリーらを仲介者として招き、ASOの親会社であるエディシオン・フィリップ・アモリ (EPA) と交渉することになり、同年8月18日、UCIとグランツール主催者が共同で運営する新シリーズ戦を2009年シーズンより実施することで和解。これにより、従前のUCIプロツアーと、ヒストリカルレースという、グランツール主催者が主催・運営するレースを合体させたUCIワールドカレンダーが誕生することになった。
しかし、2011年シーズンにおけるUCIワールドツアー創設に伴い、UCIプロツアーとヒストリカルレースという、形式上は「二本立て」のシステムを取った同シリーズ戦は発展的解消となった。

## 概要
UCIが、アモリ・スポル・オルガニザシオン（ASO、ツール・ド・フランスなどの主催者）、RCSスポルト（ジロ・デ・イタリアなどの主催者）、ウニプブリク（ブエルタ・ア・エスパーニャなどの主催者）と共同で運営。2009年はUCIプロツアー14、ヒストリカルレース10の計24レースが対象になった。2010年はUCIプロツアーレースとして新たに2レースが対象に加わり、計26レースが対象となった。
以上対象レースをポイント化し、個人、チーム、国別の三つの総合順位をUCIワールドランキング (UCI World Ranking) と称して争う。この点においては、グランツールなども対象レースとなっていた、2007年までのUCIプロツアーと、形の上ではほとんど類似しているが、UCIプロチーム以外のプロチームに所属する選手およびチームもポイントの対象となるのが特徴。
UCIプロチームにはUCIワールドツアー全レースに出場の義務がある。これは逆に考えれば、UCIプロチーム所属選手にとってはチームが確実にワールドツアーレースに出場するため、これらのレースに出場し結果を残すことで自らのステータスを上げるチャンスがたくさんあるという意味でもあるが、上記の「プロチームでなくてもポイントが与えられる」という特徴により、UCIプロチームに敢えて加入しない著名選手も現れはじめていた。

### 対象レースとポイント配分
|             | 1位 | 2位 | 3位 | 4位 | 5位 | 6位 | 7位 | 8位 | 9位 | 10位 | 11位 | 12位 | 13位 | 14位 | 15位 | 16位 | 17位 | 18位 | 19位 | 20位 |
| 総合成績(A) | 200 | 150 | 120 | 110 | 100 | 90  | 80  | 70  | 60  | 50   | 40   | 30   | 24   | 20   | 16   | 12   | 10   | 8    | 6    | 4    |
| 区間成績(A) | 20  | 10  | 6   | 4   | 2   |     |     |     |     |      |      |      |      |      |      |      |      |      |      |      |
| 総合成績(B) | 170 | 130 | 100 | 90  | 80  | 70  | 60  | 52  | 44  | 38   | 32   | 26   | 22   | 18   | 14   | 10   | 8    | 6    | 4    | 2    |
| 区間成績(B) | 16  | 8   | 4   | 2   | 1   |     |     |     |     |      |      |      |      |      |      |      |      |      |      |      |
| 総合成績(C) | 100 | 80  | 70  | 60  | 50  | 40  | 30  | 20  | 10  | 4    |      |      |      |      |      |      |      |      |      |      |
| 区間成績(C) | 6   | 4   | 2   | 1   | 1   |     |     |     |     |      |      |      |      |      |      |      |      |      |      |      |
| 総合成績(D) | 80  | 60  | 50  | 40  | 30  | 22  | 14  | 10  | 6   | 2    |      |      |      |      |      |      |      |      |      |      |

- A……ツール・ド・フランス
- B……ジロ・デ・イタリア、ブエルタ・ア・エスパーニャ
- C……ツアー・ダウンアンダー、パリ〜ニース、ティレーノ〜アドリアティコ、ミラノ〜サンレモ、ロンド・ファン・フラーンデレン、バスク一周、パリ〜ルーベ、リエージュ〜バストーニュ〜リエージュ、ツール・ド・ロマンディ、カタルーニャ一周、ドーフィネ・リベレ、ツール・ド・スイス、ツール・ド・ポローニュ、エネコ・ツアー、ジロ・ディ・ロンバルディア
- D……ヘント〜ウェヴェルヘム、アムステルゴールドレース、フレッシュ・ワロンヌ、クラシカ・サンセバスティアン、ヴァッテンフォール・サイクラシックス、GP西フランス・プルエー、グランプリ・シクリスト・ド・ケベック、グランプリ・シクリスト・ド・モンレアル

※太字はステージレース

## UCIワールドランキング歴代結果

### 個人
| 年   | 1位                      | 2位                      | 3位                    | 4位                        | 5位                |
| ---- | ------------------------ | ------------------------ | ---------------------- | -------------------------- | ------------------ |
| 2009 | アルベルト・コンタドール | アレハンドロ・バルベルデ | サムエル・サンチェス   | アンディ・シュレク         | カデル・エヴァンス |
| 2010 | ホアキン・ロドリゲス     | アルベルト・コンタドール | フィリップ・ジルベール | ルイス・レオン・サンチェス | カデル・エヴァンス |

### チーム
| 年   | 1位                  | 2位              | 3位                     | 4位                  | 5位                     |
| ---- | -------------------- | ---------------- | ----------------------- | -------------------- | ----------------------- |
| 2009 | アスタナ             | ケス・デパーニュ | チーム・コロンビア＝HTC | チーム・サクソバンク | リクイガス              |
| 2010 | チーム・サクソバンク | リクイガス       | ラボバンク              | チーム・カチューシャ | チーム・コロンビア＝HTC |

### 国
| 年   | 1位      | 2位      | 3位            | 4位            | 5位            |
| ---- | -------- | -------- | -------------- | -------------- | -------------- |
| 2009 | スペイン | イタリア | オーストラリア | ドイツ         | ベルギー       |
| 2010 | スペイン | イタリア | ベルギー       | オーストラリア | アメリカ合衆国 |